# Южни китове
Южните китове са таксономичен род гладки китове обединяващ три вида от Северното и Южното полукълбо.

## Описание
Представителите му се отличават с тъмносив или черен цвят на тялото и закръглена форма.